# Rasy z uniwersum StarCrafta
Rasy z uniwersum StarCrafta – trzy ugrupowania walczące o kontrolę nad fikcyjnym światem wykreowanym przez firmę Blizzard Entertainment. Są to:
- terranie – ludzie wygnani z Ziemi, którzy potrafią się szybko przystosować do nowej sytuacji,
- zergowie – gatunek insektoidów, który próbuje zabić inne rasy w celu perfekcji genetycznej,
- protosi – humanoidalna rasa używająca zaawansowanej technologii i mocy psionicznych.

Każda z tych ras ma swoją własną kampanię w grach strategicznych z serii StarCraft. Poza trzema wymienionymi uniwersum zamieszkują inne rasy takie jak xel'naga.
Pierwsza gra z serii sprzedała się w ponad 10 milionach egzemplarzy i stała się jedną z popularniejszych gier na świecie. Jednym z głównym czynników sukcesu serii jest szczegółowość i różnorodność wszystkich ras. Każdej z nich Blizzard przypisał indywidualne zachowania, właściwości czy wygląd, a jednocześnie utrzymał ich siły na podobnym poziomie. Przed premierą StarCrafta większość gier strategicznych zawierała kilka stron konfliktu, które posiadały identyczny styl rozgrywki i różniły się tylko detalami. Użycie zróżnicowanych ras w grach stało się bardziej popularne po premierze owej produkcji.

## Zergowie
Rój zergów jest rasą obcych która dąży do perfekcji genetycznej i pełni rolę antagonisty w serii StarCraft. W przeciwieństwie do protosów i terran, zergowie nie używają technologii. Jednostki zergów zostały zaprojektowane tak, aby ich produkcja była tania i szybka, zachęcając graczy do przytłaczania swoich przeciwników. Od czasu premiery StarCrafta zergowie stali się symbolem w przemyśle gier, a redaktor magazynu PC Gamer UK nazwał ich „najlepszą rasą w historii gier strategicznych”. Określenie „zerg rush” i „zerging” trafiło na stałe do żargonu graczy i opisuje brak rozwoju ekonomicznego i skupienie się na produkcji dużej ilości tanich i słabych jednostek.